# Bear River City
Bear River City – miasto w Stanach Zjednoczonych, w stanie Utah, w hrabstwie Box Elder.